# Proti kapitulaciji
Proti kapitulaciji je enajsti studijski album slovensko-hrvaške elektronske skupine Borghesia, ki je izšel 23. oktobra 2018 pri založbi Moonlee Records. Album temelji na poeziji kraškega modernističnega pesnika Srečka Kosovela. S tem je tudi prvi album skupine, ki je v celoti v slovenskem jeziku.
Borghesia je ob izidu novega albuma pripravila tudi dva promocijska koncerta. Prvi se je zgodil 30. oktobra v Prešernovem gledališču Kranj, drugi pa 2. novembra v Stari mestni elektrarni v Ljubljani.

## Glasba
Skupina je za ta album uglasbila poezijo modernističnega pesnika Srečka Kosovela, natančneje, večina pesmi je iz zbirke Integrali '26. Poezijo iz te zbirke je napisal v najkasnejšem obdobju svojega 22-letnega življenja (leta 1926). Prvič je bila objavljena posthumno, šele leta 1967, uredil pa jo je Anton Ocvirk.
Kosovelovi integrali so družbenorevolucionarno obarvane konstruktivistične pesmi, namenjene delavskemu razredu. Zamislil si jih je po svojem "obratu na levo", namreč branju in študiranju marksistične literature, kot so dela Karla Marxa, Friedricha Engelsa in Miroslava Krleže. Namenjeni so bili predvsem širjenju revolucionarnega duha ter levičarske ideologije, kar je prepričalo člane skupine Borghesia, da so jih uporabili kot besedila pesmi.
Aldo Ivančić je o aktualnosti Kosovelove poezije rekel, da se mu zdi, da "ima človek občutek, kot da je napisano danes; zgodovinske distance skorajda ni." Besedilo s singla "Ljubljana spi" pravi: »V rdečem kaosu prihaja / novo človečanstvo! Ljubljana spi. / Evropa umira v rdeči luči. / Vse telefonske zveze pretrgane. / O, saj je brezžični! / Slepi konj.«
Žanrsko gledano je glasba v slogu industrialnega rocka. Opis na Bandcamp strani Moonlee Records piše, da glasba "sedi nekje med alternativnim soundtrackom Iztrebljevalca, nerazložljivo ambientalnostjo skupine Coil, melanholijo Davida Bowieja iz berlinskega obdobja ter neposrednostjo skupine Nine Inch Nails."

## Kritiški odziv
Album je bil prejel od kritikov zelo dobre ocene. Zdenko Matoz je za Delo rekel, da je "Proti kapitulaciji eden bolj močnih izdelkov letošnje domače glasbene produkcije." Na hrvaškem glasbenem portalu Terapija.net je bil album ocenjen z 10/10.
Na portalu Odzven (SIGIC) je Muanis Sinanović zapisal: "To je album, ki pove nekaj o Kosovelu in tem, kako ga misliti danes, obenem pa kot politično neposredno angažirana platka govori o zmožnosti levice, da misli stari in novi fašizem. Album bi torej težko bil bolj vpet v svoj čas." Pohvalil je kompozicijo, do rabe Kosovelovih pesmi pa je bil bolj zadržan, saj je menil, da so bila besedila na trenutke preveč dramatizirana.

## Seznam pesmi
Vso glasbo je napisala Borghesia, vsa besedila pa Srečko Kosovel.
| Št.             | Naslov             | Dolžina |
| --------------- | ------------------ | ------- |
| 1.              | „Odprite muzeje‟   | 4:35    |
| 2.              | „Kons‟             | 4:23    |
| 3.              | „Na piramidi‟      | 4:30    |
| 4.              | „Ljubljana spi‟    | 3:30    |
| 5.              | „Razočaranje‟      | 5:04    |
| 6.              | „Jaz protestiram‟  | 3:51    |
| 7.              | „Evropa umira‟     | 4:18    |
| 8.              | „Razočaranja I.‟   | 6:46    |
| 9.              | „Moj črni tintnik‟ | 4:12    |
| 10.             | „Destrukcije‟      | 4:56    |
| 11.             | „Rodovnik‟         | 4:25    |
| 12.             | „Blizu polnoči‟    | 3:27    |
| Skupna dolžina: | Skupna dolžina:    | 53:57   |

## Zasedba
Borghesia
- Aldo Ivančić
- Dario Seraval
- Irena Tomažin
- Jelena Rusjan
- Ivo Poderžaj
- Sašo Benko